# Sengwarden
Sengwarden ist ein Stadtteil der niedersächsischen Stadt Wilhelmshaven.

## Geographie
Sengwarden grenzt an die Stadtteile Fedderwarden, Fedderwardergroden und Voslapp sowie an die im Landkreis Friesland liegenden Orte Sillenstede und Hooksiel. Zwei Sehenswürdigkeiten prägen das Ortsbild: eine Mühle sowie die auf einer 8,6 Meter hohen Wurt gelegene St.-Georgs-Kirche.

## Geschichte

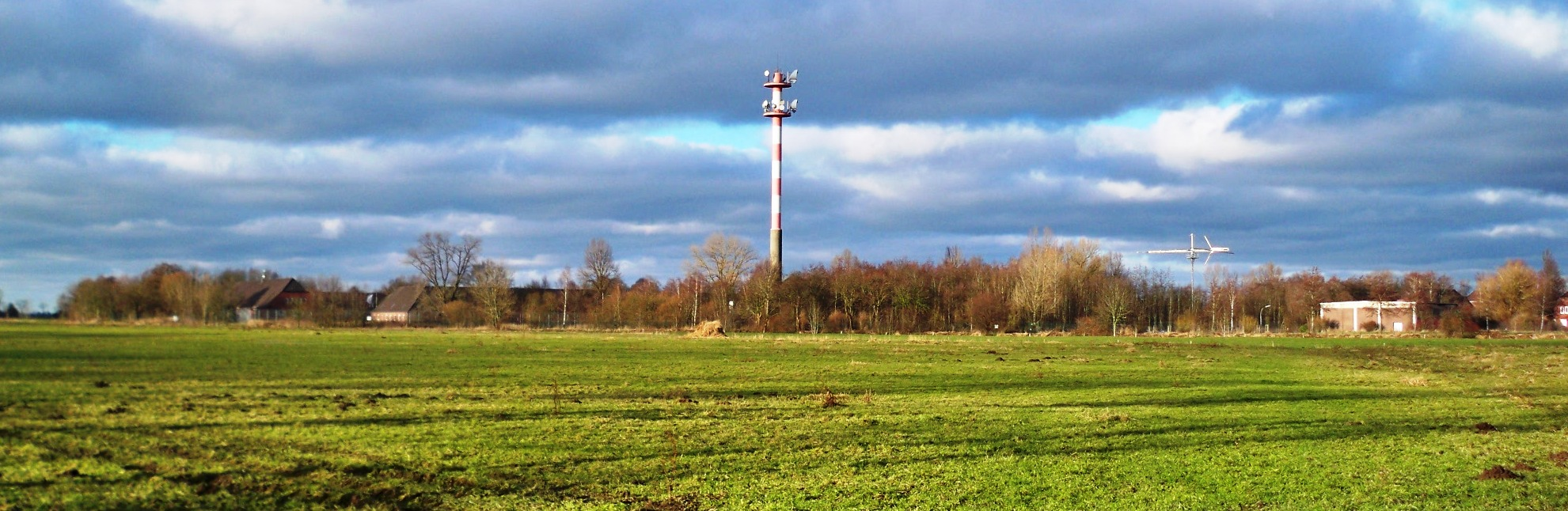
Blick auf die Admiral-Armin-Zimmermann-Kaserne in Sengwarden

Der Ort wurde 1168 zum ersten Mal urkundlich erwähnt und gehört seit 1972 zur Stadt Wilhelmshaven. Zuvor gehörte die Gemeinde zum Landkreis Friesland mit dem Sitz der Kreisverwaltung in Jever. Im Mittelalter war Sengwarden zunächst eigenständige Herrlichkeit, ehe es zur Herrlichkeit von Inn- und Knyphausen zusammengelegt wurde.
Früher stand hier die um 1350 von Ino Tjarksena erbaute Burg Innhausen, Stammsitz des ostfriesischen Häuptlingsgeschlechts zu Innhausen und Knyphausen.
Eine eigene Burg Sengwarden, von der der Häuptling Iko Onneken stammt, befand sich im Südwestbereich der Dorfwurt. Sie bestand aus einem mittlerweile verschwundenen Steinhaus mit umgebender Grabenanlage, die in der ersten Hälfte des 20. Jhs. verfüllt wurde.
Im Rahmen der Operation Oasis wurden zwischen dem 2. und 5. November 1947 auf Anordnung der britischen Militärregierung rund 1550 Exodus-Flüchtlinge des Lübecker Lagers Am Stau in das Marinelager in Sengwarden gebracht, bevor sie ab Juli 1948 nach Israel ausreisen durften.
Am 1. Juli 1972 wurde Sengwarden in die kreisfreie Stadt Wilhelmshaven eingegliedert.
Bis heute hat das Wurtendorf Sengwarden seinen überwiegend dörflichen, besonders durch die Landwirtschaft geprägten Charakter weitgehend erhalten.
Wappen
| | Blasonierung: „In Gold (Gelb) ein rotbewehrter und -gezungter Löwe.“ |
| Wappenbegründung: Das am 11. November 1951 vom Präsidenten des Niedersächsischen Verwaltungsbezirks Oldenburg verliehene Wappen zeigt den Kniphauser Löwen. Das Fürstenhaus derer von Innhausen und Knyphausen ist mit der Gemeinde eng verbunden. Der Stammvater des Fürstengeschlechts Grote Onken lebte in Sengwarden; sein Sohn Iko zog später nach Inhausen und benannte sich mit seinem Sohn Alke nach diesem Dorf. Das Wappen wurde von der ehemaligen Großgemeinde Kniphausen übernommen. |                                                                      |

## Sehenswürdigkeiten

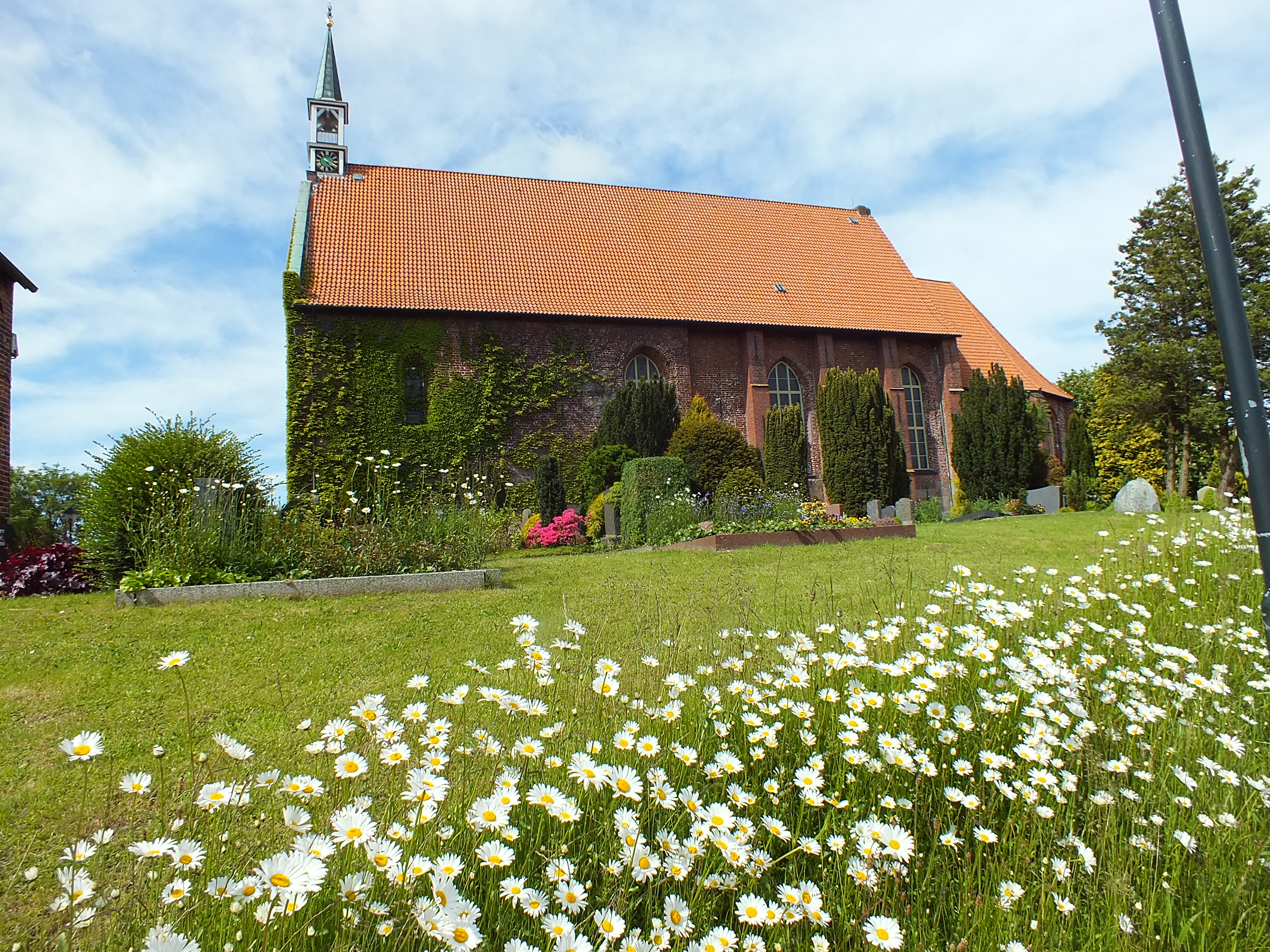
St.-Georgs-Kirche Sengwarden

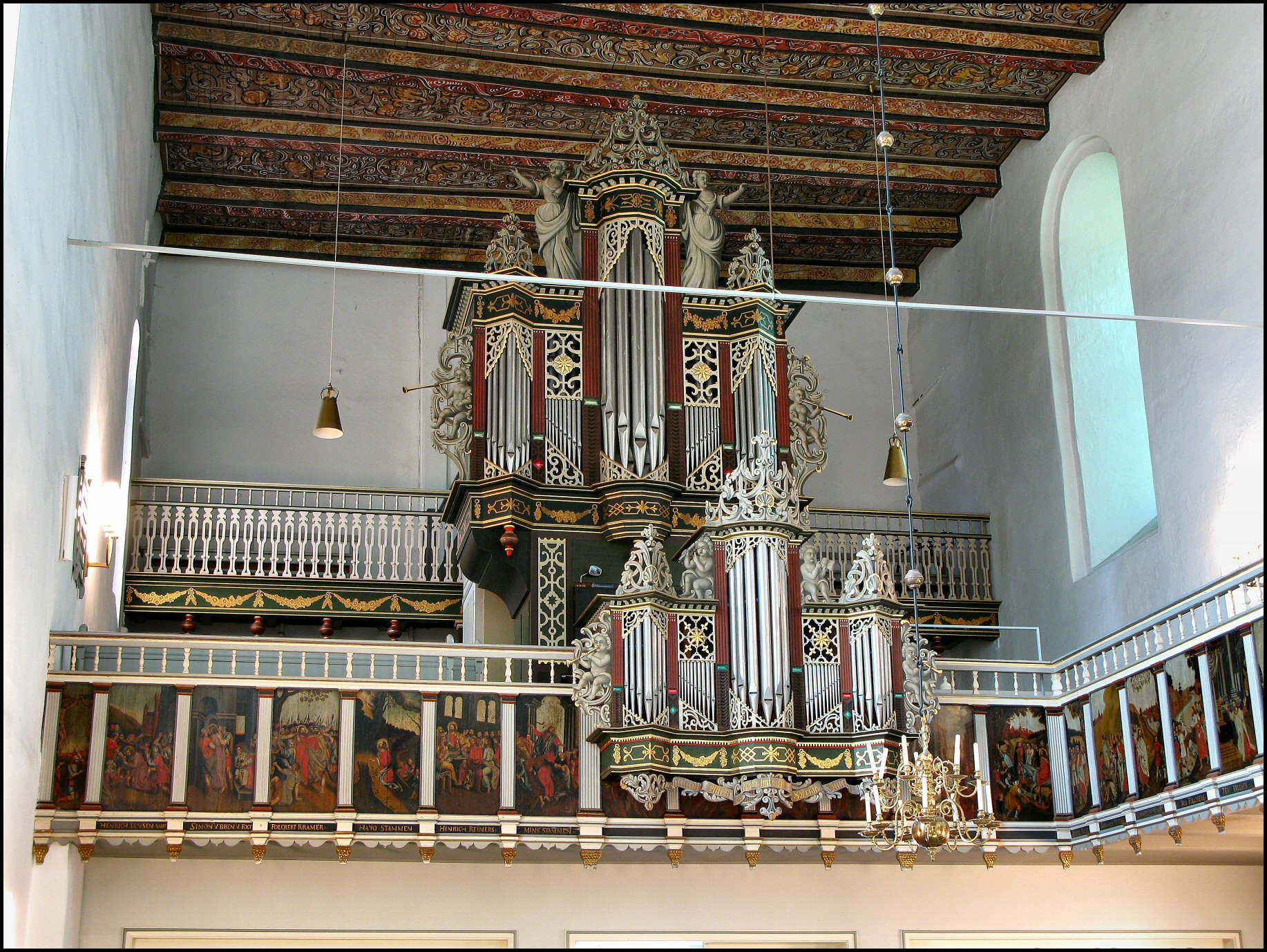
Orgel der St.-Georgs-Kirche

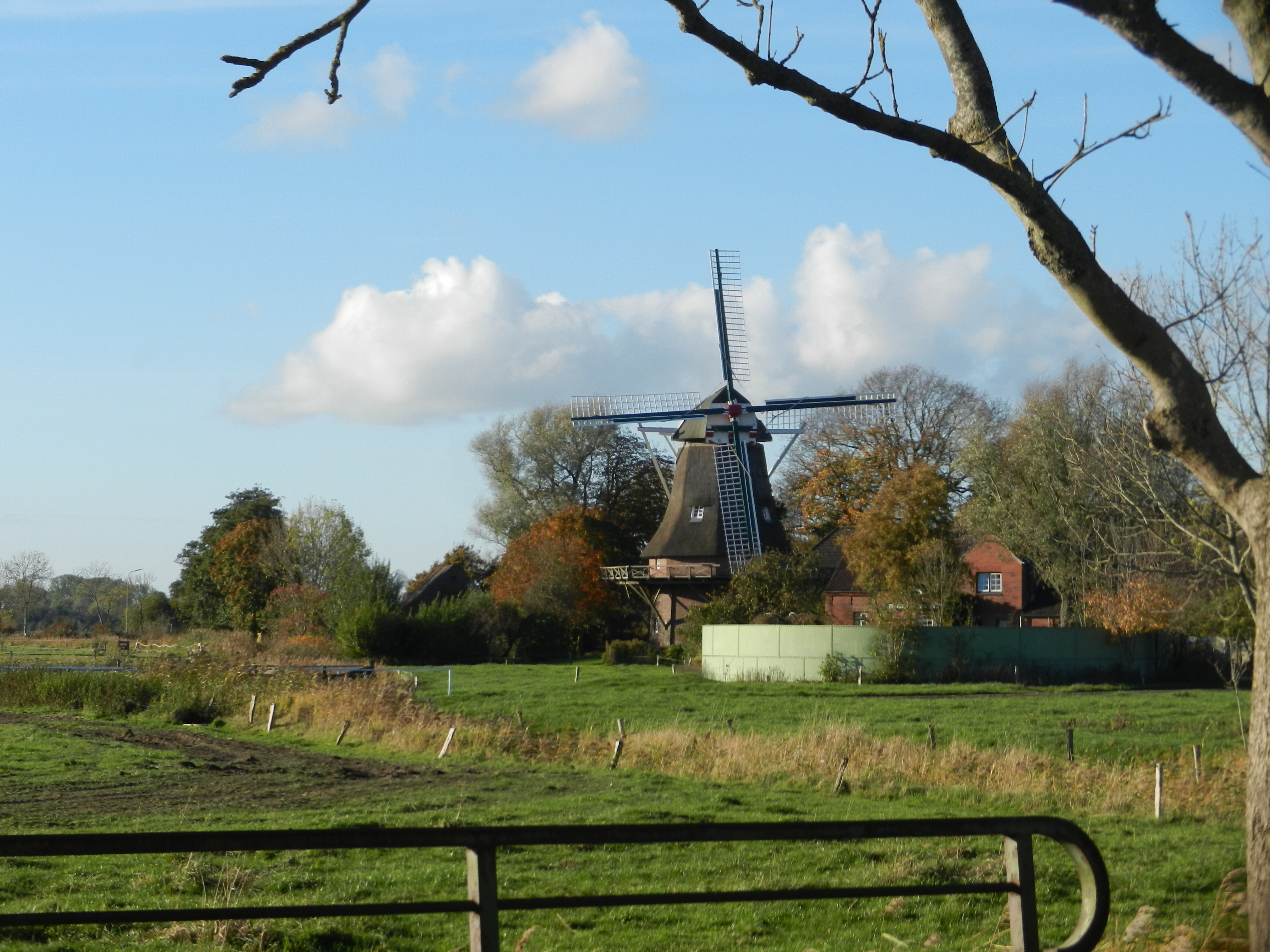
Mühle Sengwarden

Zu den besonderen Baudenkmälern Sengwardens gehört die romanische St.-Georgs-Kirche. Sie ist das Gotteshaus der evangelisch-lutherischen Kirchengemeinde und stammt aus den Jahren um 1250. Den ältesten Teil der ursprünglich aus einseitig geglätteten Granit-Quadersteinen errichteten Kirche bildet die Nordmauer. In der zweiten Hälfte des 15. Jahrhunderts wurden die Südwand mit Backsteinen hochgezogen und der gotische Chor angefügt. Bemerkenswerte Ausstattungsobjekte sind unter anderem die bemalte Holzdecke und der geschnitzte Altaraufsatz aus dem 17. Jahrhundert. Die Orgel mit Rückpositiv besitzt noch den Orgelprospekt aus dem Jahr 1644.

## Politik
Im Gebietsänderungsvertrag vom 5. November 1970 wurde festgelegt, dass für das Gebiet des Ortes Sengwarden ein sogenannter Ortsrat zu bilden ist, der die Interessen der ehemals selbstständigen Kommune innerhalb der Stadt Wilhelmshaven zu vertreten hat. Er wirkt bei allen wichtigen Fragen die die Ortschaft berühren, an der Entscheidungsfindung mit. Der Vorsitzende des Ortsrates, der aus 13 Mitgliedern besteht, führt den Titel Ortsbürgermeister. Nach der Wahl im Jahr 2021 gehören sechs Mitglieder des Ortsrates der CDU, vier Mitglieder der SPD und je ein Mitglied der FDP, den Grünen und der Wählergemeinschaft „Gemeinsam für Wilhelmshaven“ (GFW) an. Als Ortsbürgermeister wurde Anja Mand von der CDU gewählt; ihr Stellvertreter ist Thomas Lehmann von der FDP.

## Einwohner
Sengwarden hatte Ende 2022 eine Einwohnerzahl von 1241.

## Kultur
Über Wilhelmshavens Grenzen hinaus ist der Ort für seinen seit 1618 jährlich stattfindenden Pferdemarkt bekannt. Mit der Geschichte des Warfendorfes befasst sich der Heimatverein Sengwarden.

## Verkehr
Durch Sengwarden führen die Landesstraßen 807 und 810. Der Verkehrsverbund Ems-Jade bindet den Ort mit der Buslinie 121 nach Schillig und Wilhelmshaven an. Durch das Gebiet des Stadtteils führt ferner die Güterbahnstrecke Schortens Weißer Floh–Wilhelmshaven Ölweiche.

## Sport

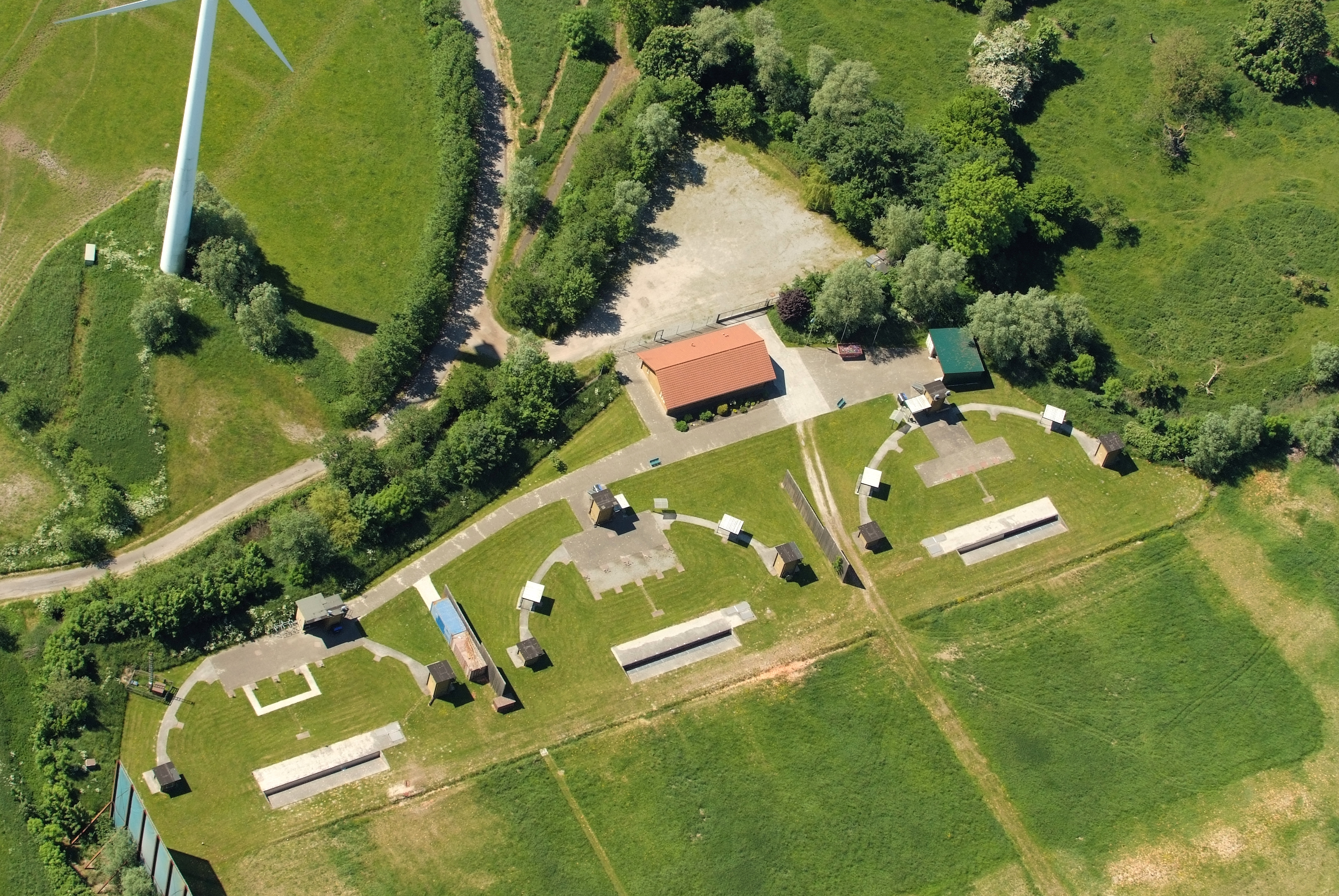
Wurfscheiben-Schießplatz

In Sengwarden ist der TuR Eintracht Sengwarden e. V. beheimatet. Der Verein ist ein Breitensportverein und bietet Fußball (in einer Spielgemeinschaft mit Fedderwarden), Turnen, Tischtennis, Badminton und Volleyball an. Im Nordosten der Gemeinde befindet sich ein Wurfscheiben-Schießplatz.

## Militär
Am westlichen Ortsrand von Sengwarden befindet sich die Admiral-Armin-Zimmermann-Kaserne. Nach dem Zweiten Weltkrieg wurde diese Liegenschaft von der britischen Militärregierung als Lager für zwangsweise aus Palästina zurückgeführte jüdische Auswanderer genutzt. Später war in der Kaserne unter anderem der Dienstort des Befehlshabers der Seestreitkräfte der Nordsee. Heute befindet sich dort die Sanitätsstaffel Einsatz Wilhelmshaven. Um die in der Kaserne befindliche Funkempfangsstelle vor Emissionen der elektrischen Oberleitung zu schützen, wurden im Zuge der Elektrifizierung insgesamt 2.300 Meter der Bahnstrecke aufwendig mit einer moosgrünen Stahlkonstruktion eingehaust.

## Söhne und Töchter Sengwardens
- August Friedrich Wilhelm Crome, Spätaufklärer
- Winfried Wiencek, Gehörlosensportfunktionär
- Jan Janssen, Theologe, Bischof der Evangelisch-Lutherischen Kirche in Oldenburg von 2008 bis 2017